# Associació d’Escriptors Bascos
L'Associació d'Escriptors Bascos, en euskera i oficialment Euskal Idazleen Elkartea (EIE), és una associació creada el 1982 que té l'objectiu de reunir els escriptors bascos, és a dir, aquells que escriuen en basc. Té la seu a Sant Sebastià.
L'Associació d'Escriptors Bascos és una organització sense ànim de lucre, estructurada per defensar els drets professionals i morals dels escriptors bascos. Altres objectius són els de difondre la literatura basca al País Basc i a l'estranger, dirigir la projecció social de l'obra de l'escriptor i ser un agent actiu de l'escriptura basca. L'any 2016 comptava amb 380 membres. L'Associació d'Escriptors Bascos, conjuntament amb l'Associació d'Escriptors en Llengua Gallega i l'Associació d'Escriptors en Llengua Catalana, forma part de la Federació Galeusca.

## Presidents
- Anjel Lertxundi (1982-1985)[4]
- Josemari Velez de Mendizabal (1985-1989)
- Patri Urkizu (1989-1997)
- Joxerra Garzia (1993-1997)
- Andolin Eguzkitza (1997-2001)
- Tere Irastortza (2001-2006)
- Fito Rodriguez (2006-2010)[5]
- Ander Iturriotz (2010-2014)
- Jasone Osoro (2014-2018)
- Garbiñe Ubeda (2018-)[6][7]